# Landkapitel Grüningen

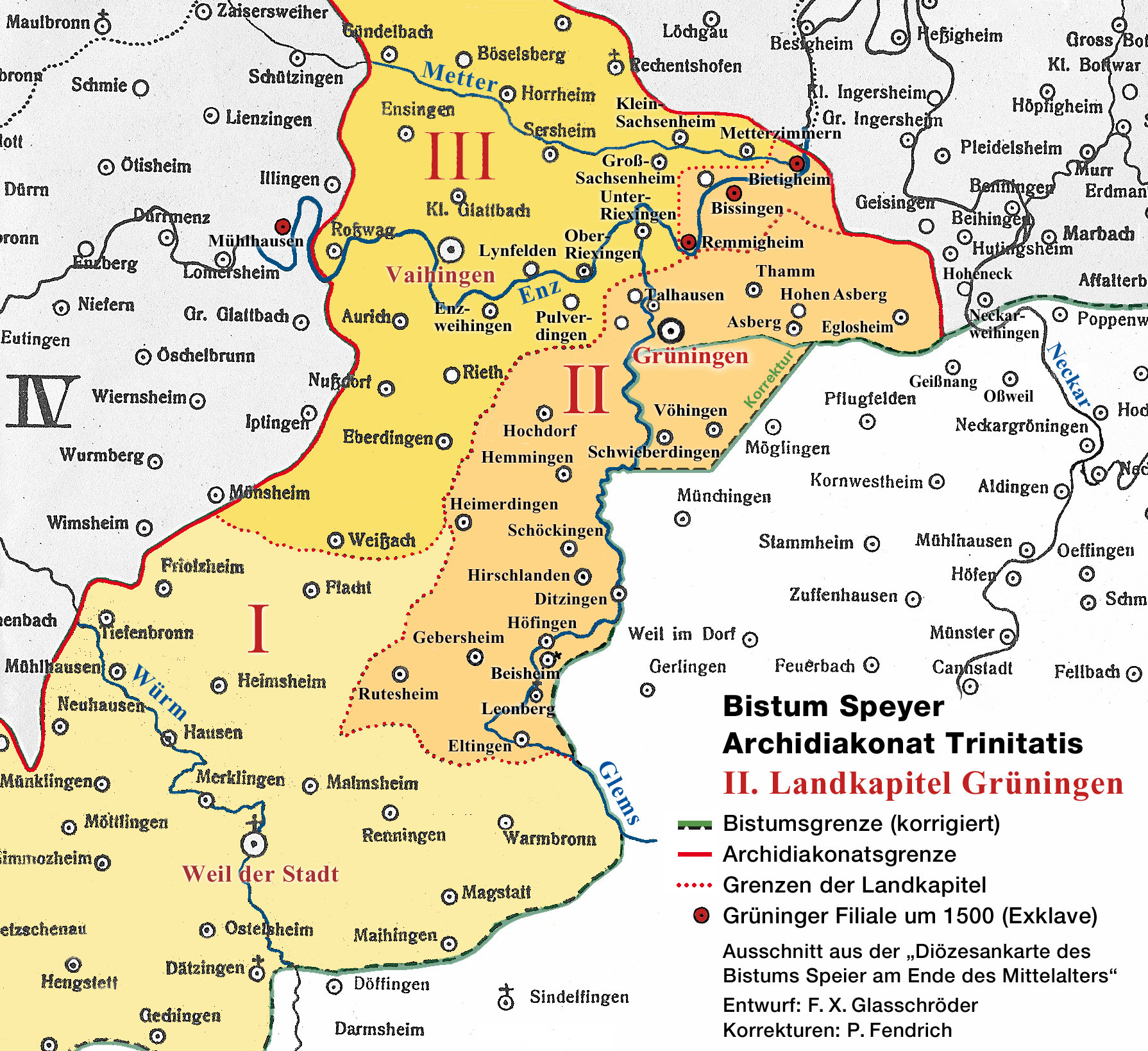
Im Osten wurde das Grüninger Landkapitel durch die fränkische Demarkationslinie von 496 begrenzt, die den Glemsgau bis zur Reformation zweiteilte

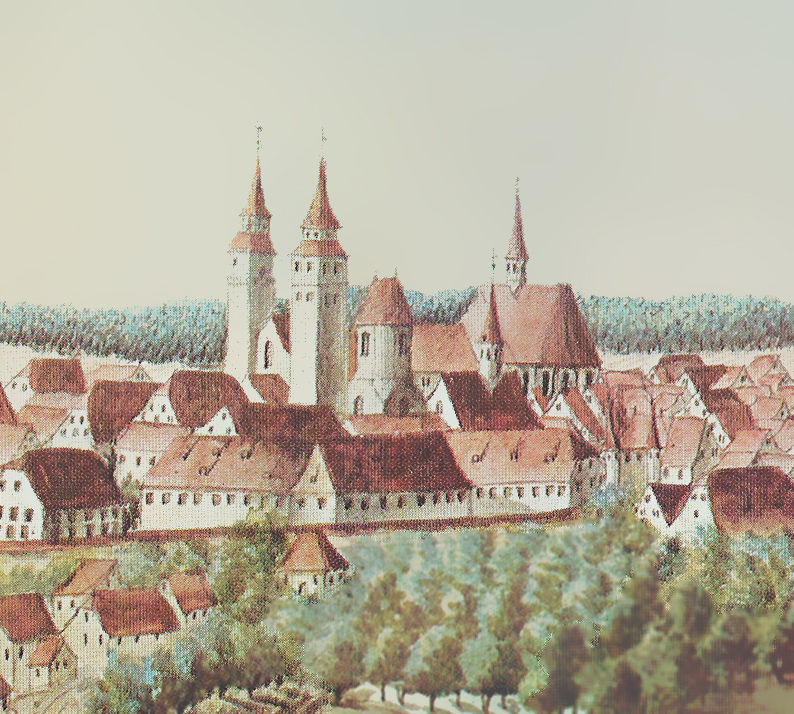
Die doppeltürmige Bartholomäuskirche in Grüningen war das geistliche Zentrums des Landkapitels. Davor sieht man den Klosterkomplex des Heilig-Geist-Spitals vor seinem Teilabbruch und das Walmdach der Leonhardskapelle für die „Siechen“

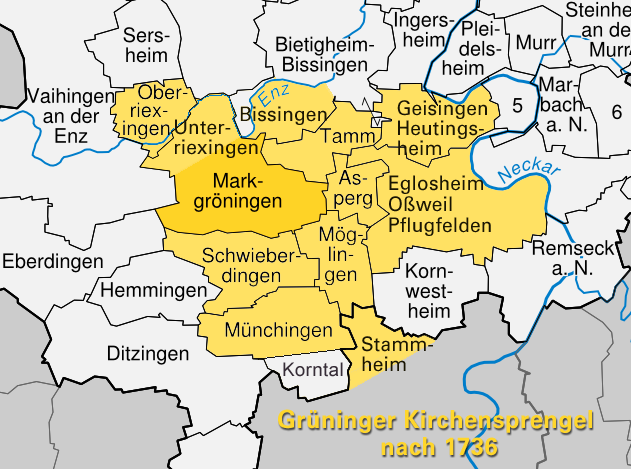
Nach Nordosten verlagerter Sprengel des Grüninger Superintendenten nach 1736

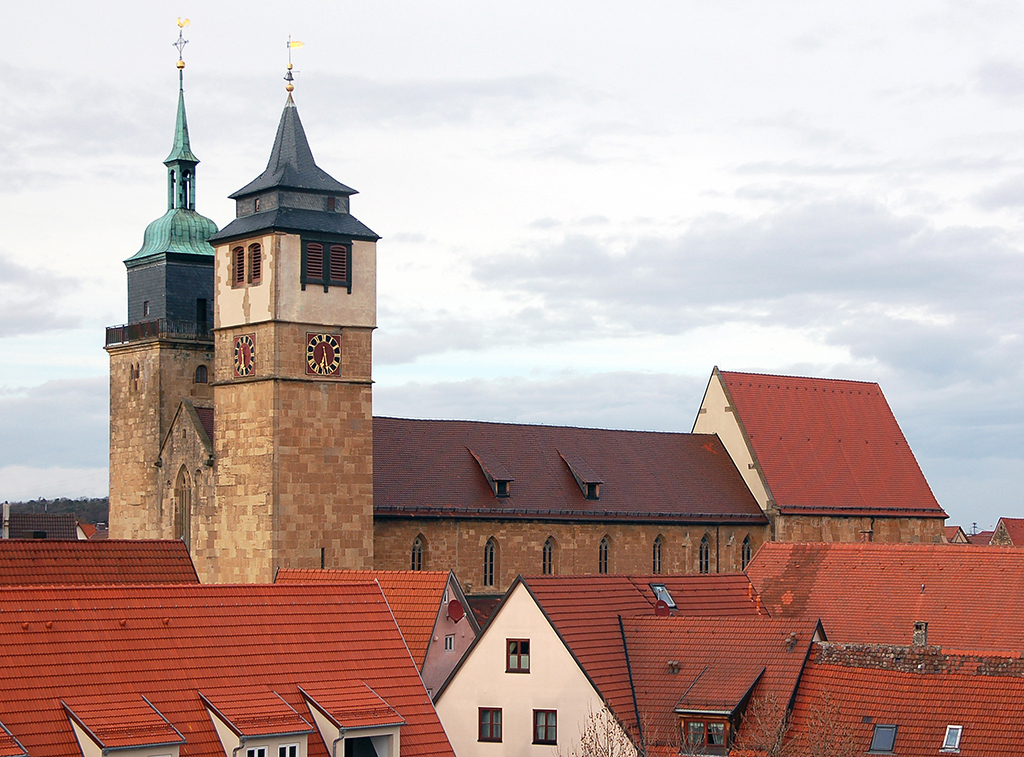
„Strohgäu-Dom“ in Markgröningen

Das Landkapitel Grüningen (auch: Ruralkapitel Grüningen oder Archidiakonatssprengel Grüningen) im fränkischen Teil des Glemsgaus war eine vorreformatorische Verwaltungseinheit des Archidiakonats Trinitatis im Bistum Speyer. Es hatte seinen Sitz in der ehemaligen Reichsstadt Grüningen (heute Markgröningen).

## Historische Geographie
Das vermutlich im 11. Jahrhundert eingerichtete Landkapitel lag in der Südostecke des Bistums Speyer (siehe Karte). Das ursprünglich fränkische Bistum hatte für seine südliche Abgrenzung die 496 fixierte fränkisch-alemannische Demarkationslinie übernommen, die von der Hornisgrinde kommend bei Maichingen nach Nordosten verschwenkte und etwa ab Eltingen der Glems nach Norden folgte, südlich von Grüningen wieder nach Osten verschwenkte und südlich am Asperg vorbei zum Lemberg führte. Beim erst später gegründeten Leonberg wich die Grenze offenbar aus strategischen Gründen kurz vom Verlauf der Glems ab, um den östlich des Glemstals gelegenen Engelberg ebenso wie den Asperg und den Lemberg zur Grenzsicherung in den fränkischen Machtbereich einzubeziehen.
An dieser „Mark“ zum Bistum Konstanz hielt man bis zur Reformation fest, obwohl sie den bereits um 750 vom karolingischen Hausmeier Karlmann eingerichteten Herrschaftsbezirk des Glemsgaus und die fruchtbare Kulturlandschaft des Strohgäus zweiteilte. Diese Trennung hatte zur Folge, dass man im beiderseits der Glems gelegenen Ditzingen jeweils eine Speyrer und eine Konstanzer Kirche hatte.

## Hierarchie

### Übergeordnete Stellen
Das Bistum Speyer war in vier Archidiakonate aufgeteilt, die wiederum in drei bis fünf Landkapitel unterteilt waren. Das Landkapitel Grüningen gehörte zusammen mit dem Landkapitel Weil der Stadt und dem Landkapitel Vaihingen zum Archidiakonat Trinitatis, das dem „Stiftspropst zu Allerheiligen“ vorbehalten war. Dieses Stift in Speyer soll von Bischof Sigebodo (von 1038 bis 1051 im Amt) gegründet worden sein und hatte seinen Sitz in der frühromanischen Stiftskirche, die unweit des Doms an der südlichen Stadtmauer stand.

### Landkapitel als Mittlere Ebene
Geistliches Zentrum des Landkapitels war die doppeltürmige Bartholomäuskirche in Grüningen: eine frühgotische Basilika, die im 13. Jahrhundert von den Grafen Hartmann II. und Hartmann III. von Grüningen anstelle einer romanischen Basilika neu errichtet und im 15. Jahrhundert durch einen großen Chor und eine Sakristei erweitert wurde. Neben ihrer Größe kündet ein umfangreiches Chorgestühl von ihrer einstigen Bedeutung. Ihr leitender Pfarrer und Dekan Reinhard Gaißer zählte im 16. Jahrhundert zu den führenden Geistlichen im Herzogtum Württemberg.
Als Gaißer sich im Aufruhr des Armen Konrad (1514) vor die Rebellen stellte, erhielt er in der folgenden Auseinandersetzung mit dem Vogt Philipp Volland und der herzoglichen Hofkanzlei Rückendeckung von Bischof Georg von der Pfalz, der Appelle, Gaißers Immunität aufzuheben, ignorierte.

### Nachgeordnete Einrichtungen
Zum Landkapitel Grüningen gehörten die Pfarreien, Filialkirchen und Kapellen in Asperg, Beisheim (Wüstung bei Leonberg), Ditzingen, Dulcheshausen (Wüstung bei Leonberg), Eglosheim, Eltingen, Gebersheim, Grüningen, Heimerdingen, Hemmingen, Hirschlanden, Hochdorf, Höfingen, Rutesheim, Schöckingen, Talhausen, Tamm und in der 1248 gegründeten Stadt Leonberg. Ab wann das rechts der Glems gelegene Schwieberdingen zum Landkapitel Grüningen zählte, ist ebenso ungeklärt wie die Einordnung der eng mit Grüningen verknüpften Wüstung Vöhingen östlich von Schwieberdingen. Im Spätmittelalter erwarb das Grüninger Heilig-Geist-Spital Filialkirchen in Mühlhausen an der Enz (Landkapitel Pforzheim) sowie in Remmigheim, Bissingen und Bietigheim hinzu, die zum Landkapitel Vaihingen gehörten.
Zur Grüninger Pfarrei zählten neben „Leutpriester“ und Vikar um die zwölf Kaplane, die nicht nur die zahlreichen Altäre in der Bartholomäuskirche betreuten, sondern auch Gottesdienste in umliegenden Kirchen und Kapellen wie in Bietigheim, Tamm, Vöhingen, Talhausen bzw. in der Sankt-Johanns-Kapelle bei der Schlüsselburg und in der Kapelle der ehemaligen Reichsburg verrichteten.

### Sonderstellung des Spitals
Eine Sonderstellung nahm das Grüninger Heilig-Geist-Spital vom Orden des Heiligen Geistes in Sachsen zu Rom ein, das nicht dem Bischof von Speyer, sondern allein dem übergeordneten Ordensmeister des elsässischen Klosters Stephansfeld bzw. dem Großmeister in Rom Rechenschaft schuldig war. Dessen ungeachtet versprach neben dem Großmeister in Rom auch der Speyrer Bischof Friedrich von Bolanden 1301 allen Mäzenen, die die Fertigstellung der Spitalkirche unterstützten, 40 Tage Ablass. Die umfangreichen Privilegien des Spitals ermöglichten den mobilen Ordensbrüdern, überall und vorrangig zu predigen und das Opfer einzunehmen, die Beichte abzunehmen und den Ablass zu erteilen, sowie den ungehinderten Bettel im östlichen Teil des Bistums Speyer, aber auch in weiten Teilen des Bistums Konstanz. Mit seinen phasenweise hohen Erträgen hatte sich das Grüninger Spital auch Zugriff auf Kirchen verschafft: Neben der Mühlhausener Kirche außerhalb des Archidiakonats gehörten die Peterskirche in Bietigheim, die Bissinger Kilianskirche und die Remmigheimer Jakobskirche im Landkapitel Vaihingen zum Spital.

### Geistliche Rangelei
Den 1521 zwischen Dekan Reinhard Gaißer und Spitalmeister Johannes Betz entbrannten Streit um die geistliche Rangfolge entschied der Speyrer Bischof Georg von der Pfalz zugunsten Gaißers. Damit bewertete er die Position des Dekans, der in Personalunion auch „Kirchherr des Landkapitels“ war, als einen der höchsten geistlichen Ränge im Herzogtum Württemberg, denn der Spitalmeister rangierte noch vor dem Propst der Stuttgarter Stiftskirche.

## Auflösung
Im Spätmittelalter wurde das Landkapitel in die Dekanate Grüningen und Leonberg aufgeteilt. Nachdem die Reformation im Herzogtum endgültig durchgesetzt war, musste das Speyrer Bistum auf seine württembergischen Bezirke verzichten. Das Landkapitel wurde aufgelöst und Grüningen Sitz eines evangelischen Spezialsuperintendenten, dessen Sprengel sich insbesondere nach der Gründung Ludwigsburgs mehrfach änderte (siehe Karte zum Stand von 1736) und 1812 endgültig dem Ludwigsburger Bezirk einverleibt wurde.

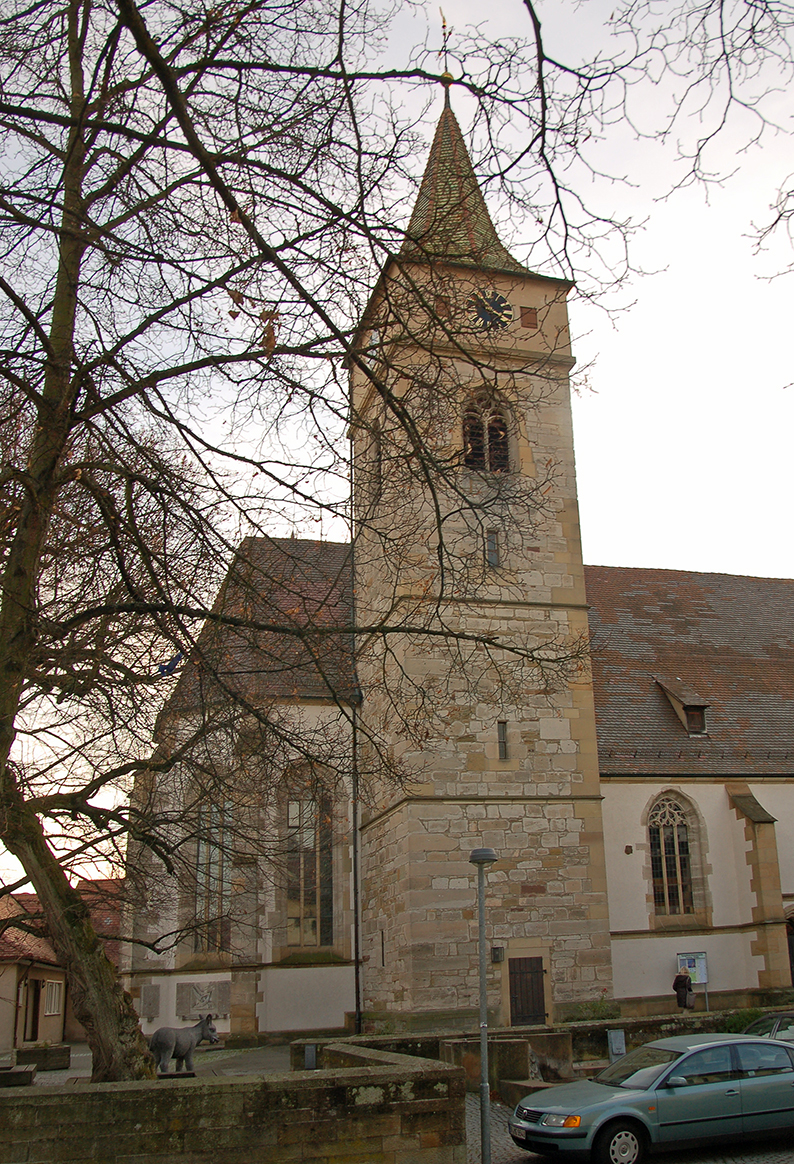
Michaelskirche in Eltingen
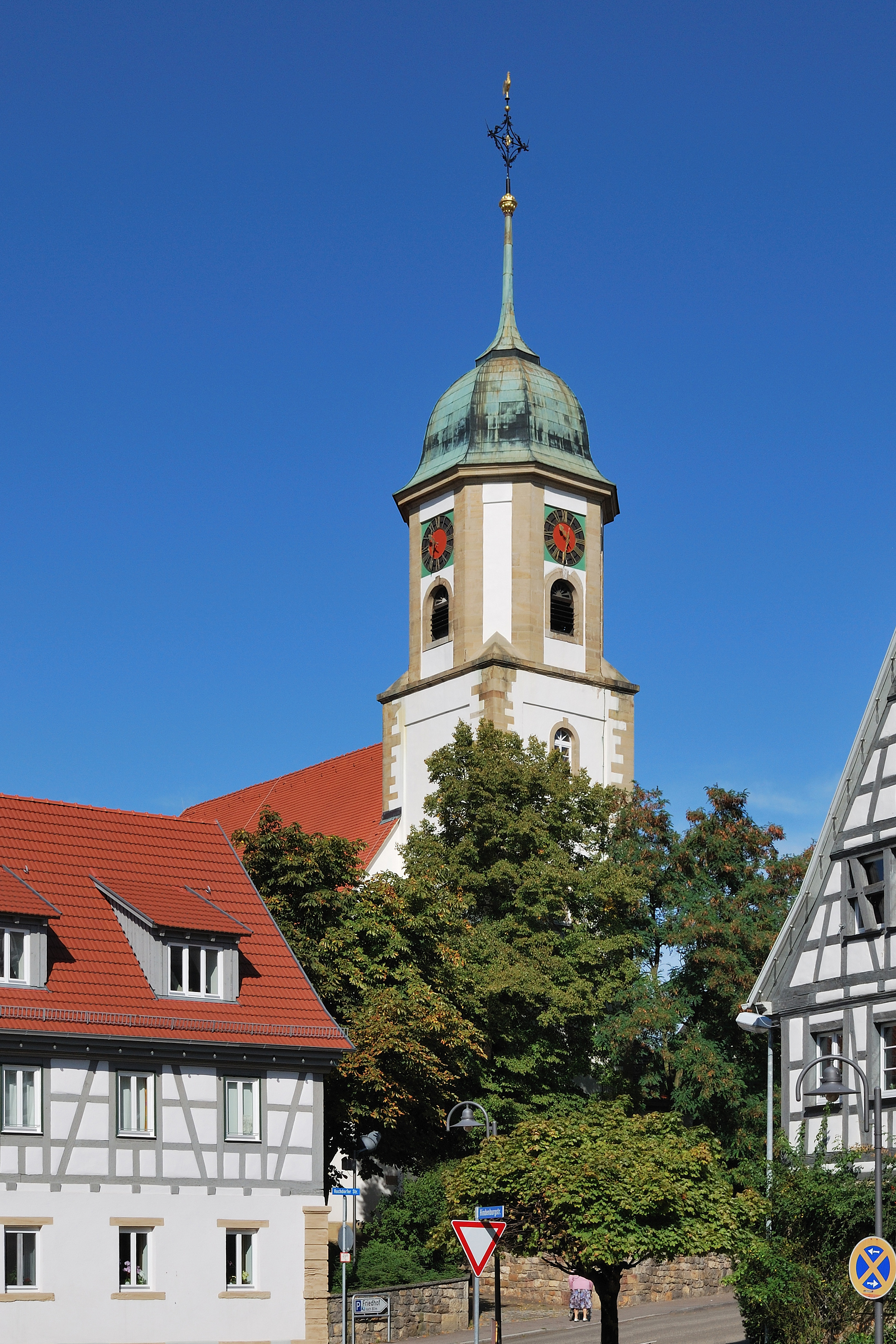
St. Peter und Paul in Heimerdingen
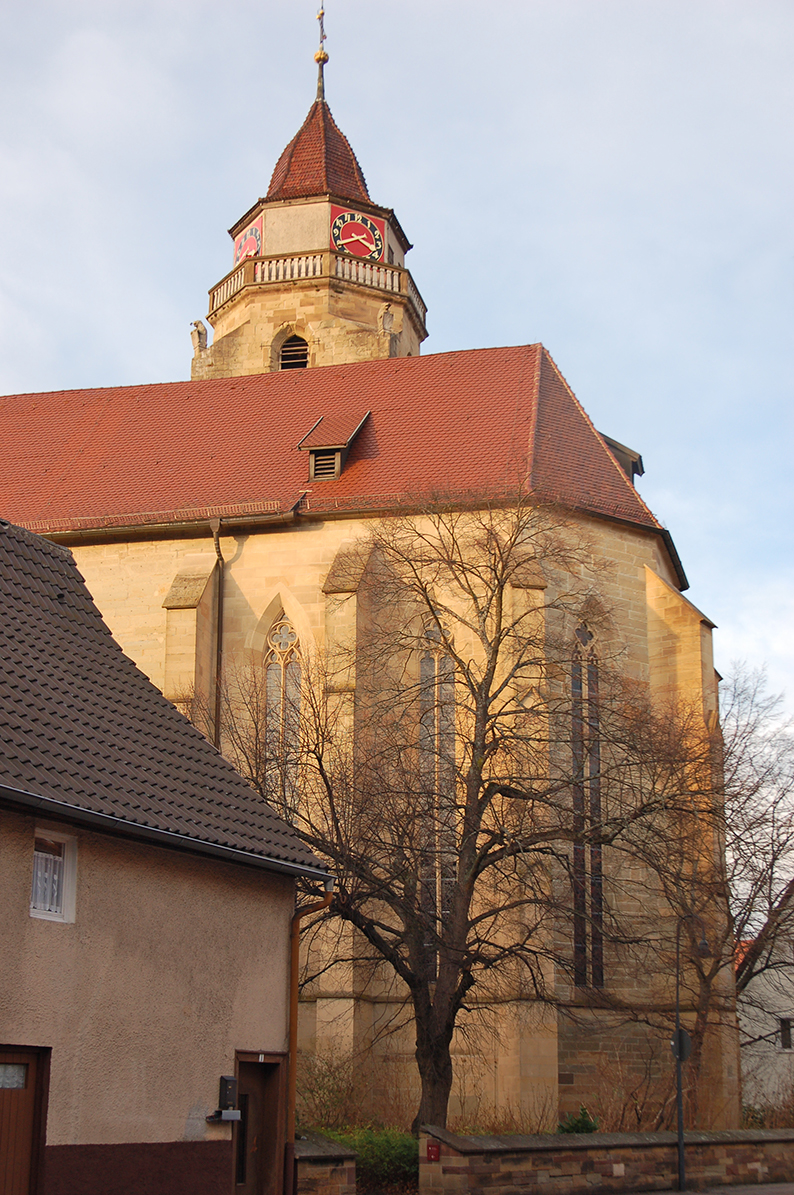
Leonberger Stadtkirche vom Engelberg
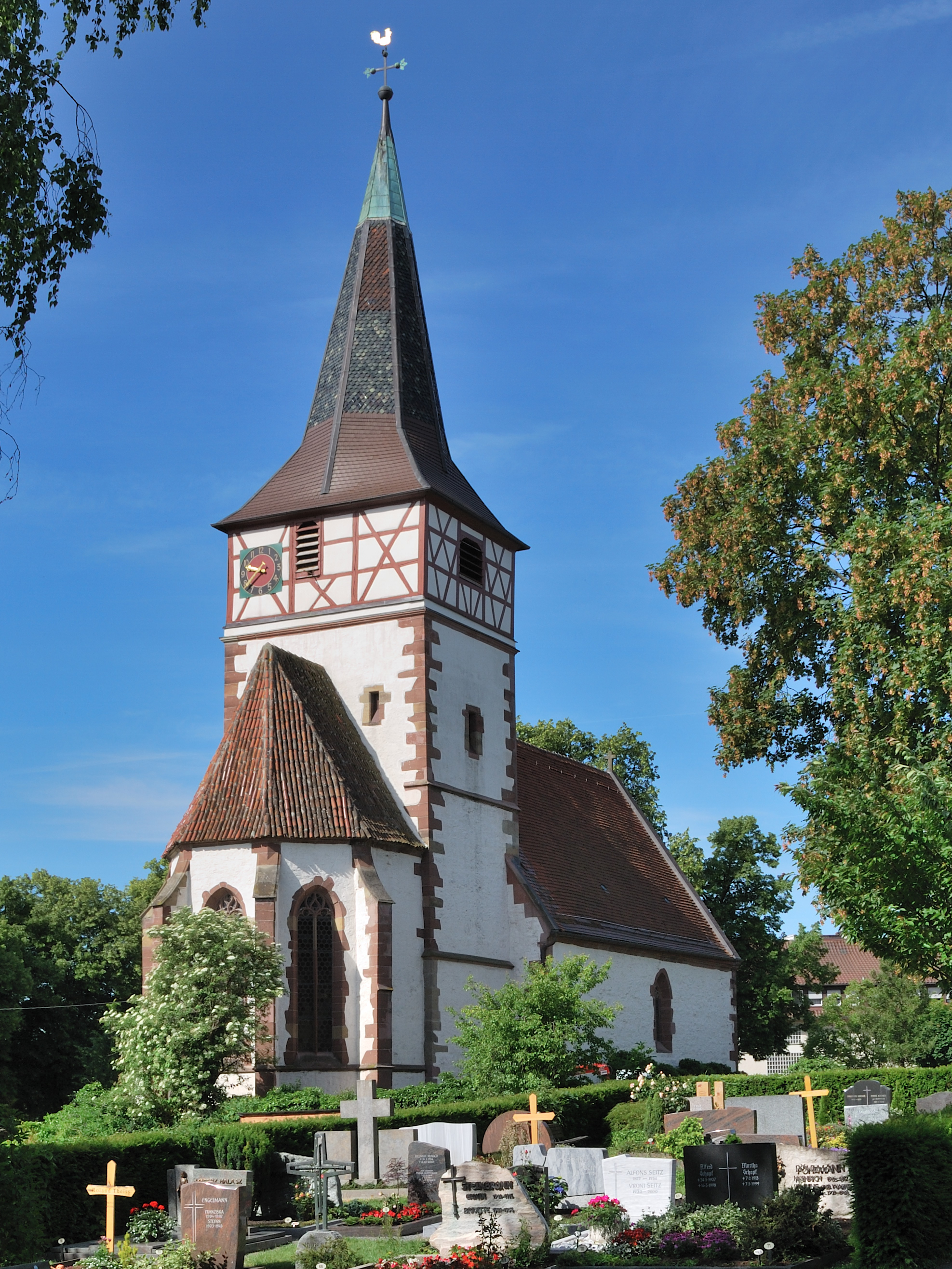
Speyrer Kirche in Ditzingen
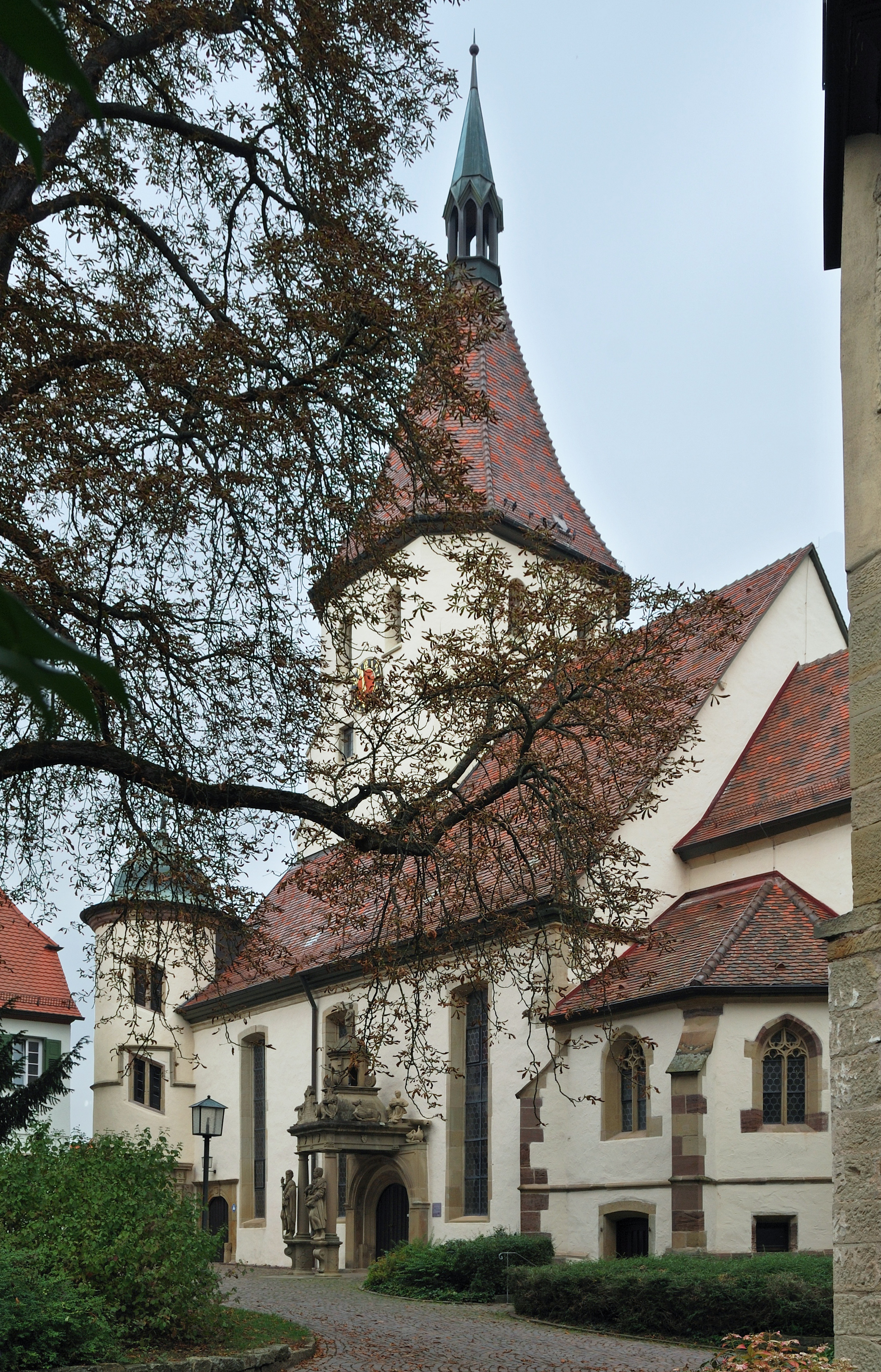
Laurentiuskirche in Hemmingen
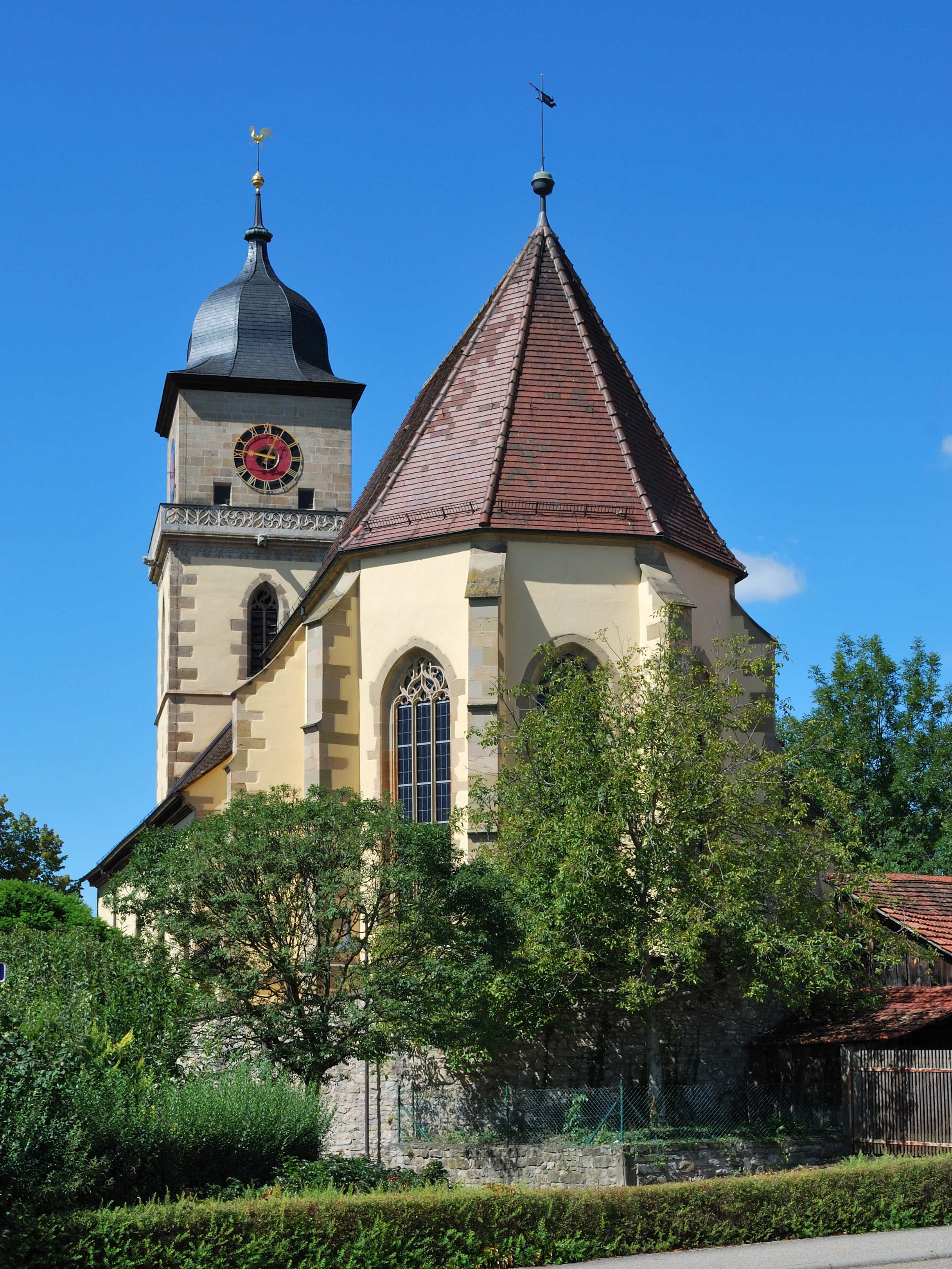
Georgskirche in Schwieberdingen
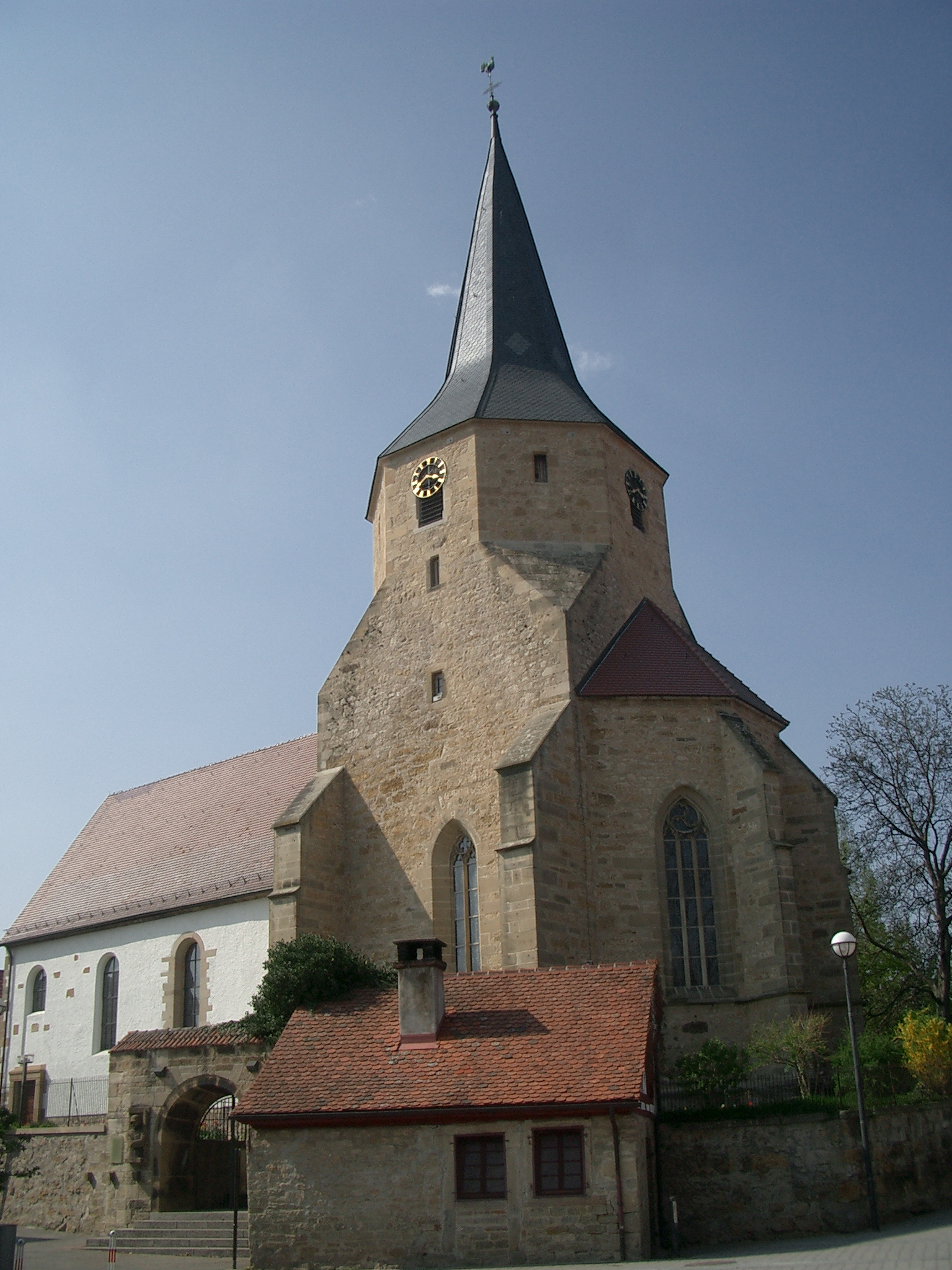
Bartholomäuskirche in Tamm